# Studocu
StuDocu es una plataforma crowdsourced de educación en línea e intercambio de contenido para estudiantes en la que estos pueden compartir sus materiales de estudio. StuDocu se usa principalmente para resúmenes de libros, apuntes de clase y exámenes. Su modelo de negocio se basa en cobrar suscripciones para acceder a contenido premium.

## Historia
StuDocu fue fundada en 2013 por cuatro estudiantes de la Universidad Técnica de Delft como StudeerSnel.nl, la versión holandesa de la página web. Tras darse cuenta de que muchos materiales de estudio sólo estaban disponibles para unos pocos estudiantes con buenas conexiones escolares, decidieron trabajar para crear una plataforma abierta que fuera accesible para todo el mundo.
En 2014, StuDocu recibió una inversión ángel de 125.000€ por parte de uno de los fundadores de la plataforma social holandesa Hyves, Koen Kam. En 2015, Peak Capital y Point Nine Capital invirtieron 1,35 millones de euros. En 2016, StuDocu fue nominada para el premio de Emprendedor Holandés del año por EY, EY Dutch Entrepreneur of the year award.

## Controversia
StuDocu permite a sus usuarios subir exámenes de años anteriores de las asignaturas de sus universidades y, en la mayoría de los casos, las universidades tienen los derechos de autor de estos documentos. Como resultado, hay muchas solicitudes para eliminar este tipo de documentos.
En 2014, casi todos los estudiantes de una asignatura de la Universidad de Groninga sacaron un 10/10 en su examen debido a que el profesor usó un antiguo examen que estaba disponible en StuDocu.